# Bacchisa laevicollis
Bacchisa laevicollis är en skalbaggsart som beskrevs av Stefan von Breuning 1956. Bacchisa laevicollis ingår i släktet Bacchisa och familjen långhorningar.
Artens utbredningsområde är Filippinerna. Inga underarter finns listade.